# Епархия Святого Фомы в Мельбурне
Епархия святого апостола Фомы в Мельбурне (лат. Eparchia Sancti Thomas Apostoli Melburnensis) — епархия Сиро-малабарской католической церкви с центром в городе Мельбурн, Австралия. Епархия святого Фомы в Мельбурне является единственной епархией для верующих Сиро-малабарской католической церкви, проживающих в Австралии. Кафедральным собором епархии святого апостола Фомы является церковь Пресвятой Богородицы в Мельбурне.

## История
11 января 2014 года Римский папа Франциск учредил епархию святого Фомы в Мельбурне для верующих Сиро-малабарской католической церкви.

## Ординарии епархии
- епископ Bosco Puthur (11.01.2014 — по настоящее время).